# Star Osinobus
Le Star Osinobus est un camion polonais spécialisé dans le transport des passagers.

## Historique
Le premier Star Osinobus a été construit sur le châssis du Star 28/29 par la mine de fer d'Osiny pour ses propres besoins. En raison de manque de véhicules semblables sur le marché la construction a suscité un grand intérêt. Peu après sa fermeture, la mine a été transformée en Société de construction des machines (Zakład Budowy Maszyn ou ZBM). La production d'Osinobus devient son activité principale. La ZBM produit également des camions de pompiers simplifiés et  des camions tactiques pour les forces de police.
L'Osinobus n'est pas la première construction de ce type en Pologne. Dès 1954 à l'usine de Jelcz est fabriqué un "bus de remplacement" sur le châssis du Star 20 appelé Stonka (doryphore). L'utilisation de châssis de camion pour fabriquer un bus est plus fréquent en Amérique du Nord. En Europe, sauf la Russie il est exploité de plus en plus rarement.
L'Osinobus a été produit à 8000 exemplaires.

## Étymologie
Le nom Osinobus vient de la commune Osiny (Silésie) où ces véhicules ont été construits.